# Capulhuac
Capulhuac è un comune del Messico, situato nello stato di Messico.